# Sada Jacobson
Sada Jacobson, född den 14 februari 1983 i Rochester, Minnesota, är en amerikansk fäktare som tog OS-brons i damernas lagtävling i sabel i samband med de olympiska fäktningstävlingarna 2008 i Peking. Hon tog även vid samma olympiska spel OS-silver i damernas individuella tävling i sabel.